# Begoña Fernández
Begoña Fernández Molinos, née le 22 mars 1980 à Vigo (Espagne), est une joueuse de handball internationale espagnole.

## Biographie
En 2015, elle annonce sa retraite. Avec 181 matchs disputés et 395 buts, elle est la sixième joueuse la plus capée de la sélection espagnole.

## Palmarès

### Sélection nationale
- Jeux olympiques
  -  médaille de bronze aux jeux olympiques de 2012 à Londres,  Royaume-Uni
- Championnat du monde
  -  médaille de bronze au Championnat du monde 2011,  Brésil
  - 4e place au Championnat du monde 2009
  - 10e place au Championnat du monde 2013
- Championnat d'Europe
  -  médaille d'argent au Championnat d'Europe 2008

### Club
compétitions internationales
- vainqueur de la Coupe des Coupes en 2000 (avec CBM Milar L’Eliana)
- vainqueur de la Coupe EHF en 2009 (avec SD Itxako)
- finaliste de la Ligue des champions en 2011 (avec SD Itxako)

compétitions nationales
- Championnat d'Espagne (8) : 2000, 2001 et 2002 (avec CBM Milar L’Eliana), 2008 (avec Orsan Elda Prestigio), 2009, 2010, 2011 et 2012 (avec SD Itxako)
- Coupe de la Reine de handball (5) : 1999 et 2000 (avec CBM Milar L’Eliana), 2010, 2011 et 2012 (avec SD Itxako)
- Championnat de Serbie (1) : 2013 (avec ŽRK Zaječar)
- Championnat de Macédoine (3) : 2013, 2014, 2015 (avec Vardar Skopje)
- Coupe de Macédoine (2) : 2014, 2015 (avec Vardar Skopje)

### Distinctions personnelles
- meilleure pivot du championnat du monde 2009[3]
- meilleure pivot du championnat d'Europe 2008